# 圣新庇爵圣殿

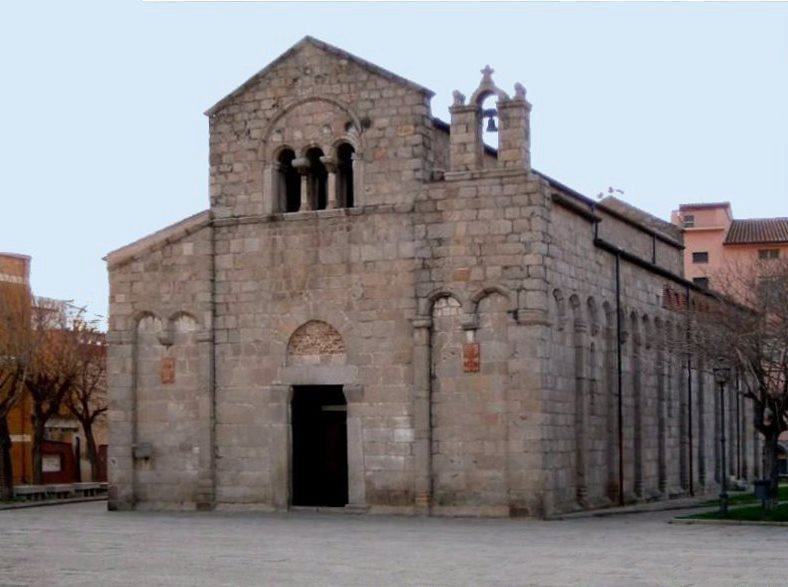
圣新庇爵圣殿

圣新庇爵圣殿（Basilica di San Simplicio）是一座罗马天主教宗座圣殿，位于意大利撒丁岛北部城市奥尔比亚。它建于11世纪晚期，座落在在一个小山上，此处曾经位于城墙以外，自迦太基时期成为公墓区。当地早已经存在一个基督教堂，可能建于594-611年之间，靠近一座古罗马神庙。其后殿、墙壁和大部分内柱均完成于11世纪；走道的桶形穹窿和侧壁上部建于12世纪初，而立面完成于该世纪中叶。

## 外观
该堂的立面被两根柱子分为三部分，右侧的小钟楼为西班牙风格，立面左侧插入来自另一建筑物的一块中世纪早期大理石板，也许描绘耶稣进入耶路撒冷。内部的祭台下面是圣新庇爵的圣髑，于1614年挖掘教堂的地下室时发现。
40°55′31.8″N 9°29′47.8″E / 40.925500°N 9.496611°E